# Prazeodímium
A prazeodímium a lantanoidák közé tartozó fém, az 59-es rendszámú kémiai elem. Vegyjele Pr.

## Tulajdonságai

### Fizikai
A prazeodímium lágy, ezüst színű, nyújtható, képlékeny fém. A levegőn a korróziónak valamivel jobban ellenáll, mint az európium, lantán, cérium vagy neodímium, de felületén zöld színű oxidréteg képződik, amely levegő hatására lepattogzik, így a fém többi része is oxidálódhat – egy centiméteres nagyságú prazeodímium minta egy éven belül teljesen oxidálódik. A prazeodímiumot emiatt könnyű ásványi olaj alatt vagy leforrasztott üvegedényben tárolják.
Más ritkaföldfémekkel szemben, melyek alacsony hőmérsékleten antiferromágneses és/vagy ferromágneses rendeződést mutatnak, a prazeodímium 1 K hőmérséklet felett paramágneses.

### Kémiai
A prazeodímiumfém levegőn lassan elveszti a fényét, és 150 °C feletti hőmérsékleten prazeodímium(III,IV)-oxid keletkezése közben könnyen elég:
12 Pr + 11 O2 → 2 Pr6O11
A prazeodímium eléggé elektropozitív elem, hideg vízzel lassan, forró vízzel gyorsan reagál, miközben prazeodímium-hidroxid keletkezik:
2 Pr (s) + 6 H2O (l) → 2 Pr(OH)3 (aq) + 3 H2 (g)
A prazeodímium fém reagál a halogénekkel:
2 Pr (s) + 3 F2 (g) → 2 PrF3 (s) [zöld]
2 Pr (s) + 3 Cl2 (g) → 2 PrCl3 (s) [zöld]
2 Pr (s) + 3 Br2 (g) → 2 PrBr3 (s) [zöld]
2 Pr (s) + 3 I2 (g) → 2 PrI3 (s)
A prazeodímium híg kénsavban könnyen oldódik Pr(III) iont tartalmazó oldat képződése közben, mely [Pr(OH2)9]3+ komplex formájában létezik:
2 Pr (s) + 3 H2SO4 (aq) → 2 Pr3+(aq) + 3 SO2−4 (aq) + 3 H2 (g)

### Vegyületei
A prazeodímium vegyületeiben +2, +3 és +4-es oxidációs számban fordul elő. A prazeodímium(IV) erős oxidálószer, a vizet azonnal elemi oxigénné (O2), a sósavat elemi klórrá oxidálja, így vizes oldatban csak +3-as oxidációs állapotban fordul elő. A prazeodímium(III) sói sárgászöldek, oldatuk látható fényben egyszerű abszorpciós spektrummal rendelkezik: van egy sávja a sárga-narancssárga 589-590 nm hullámhossznál (ez egybeesik a nátrium jellemző emissziós vonalával), és három sáv található a kék/ibolya tartományban, körülbelül 444, 468, and 482 nm-nél. Az értékek az elleniontól függően valamelyest változhatnak. A sók – például oxalátok vagy karbonátok – levegőn történő hevítésével nyert prazeodímium-oxid alapvetően fekete színű (kis barna vagy zöld árnyalattal), és – az előállítás körülményeitől függően – némileg változó arányban tartalmaz +3 és +4-es oxidációs állapotú prazeodímiumot. Képletét szokásosan Pr6O11 formában adják meg.
A további prazeodímium-vegyületek közé tartoznak:
- Fluoridok: PrF2, PrF3, PrF4
- Klorid: PrCl3
- Bromidok: PrBr3, Pr2Br5
- Jodidok: PrI2, PrI3, Pr2I5
- Oxidok: PrO2, Pr2O3, Pr6O11
- Szulfidok: PrS, Pr2S3
- Szulfát: Pr2(SO4)3
- Szelenid: PrSe
- Telluridok: PrTe, Pr2Te3
- Nitrid: PrN

### Izotópok
A természetben előforduló prazeodímium egy stabil izotópból, 141Pr-ból áll. Harmincnyolc radioaktív izotópját írták le, ezek közül a legstabilabb a 143Pr 13,57 nap felezési idővel, valamint a 142Pr, 19,12 órával. A többi radioaktív izotóp felezési ideje kevesebb mint 5,985 óra, a többségnek azonban 33 másodpercnél is kevesebb. Hat metastabil állapot ismert, a legstabilabbak a 138mPr (t½ 2,12 óra), a 142mPr (t½ 14,6 perc) és a 134mPr (t½ 11 perc).
A prazeodímium izotópjainak atomtömege 120,955 u (121Pr) és 158,955 u (159Pr) közé esik. A stabil – 141Pr – izotópnál könnyebbek elsősorban elektronbefogással, a nehezebbek negatív béta-bomlással alakulnak át. A 141Pr-nél könnyebb izotópok fő bomlásterméke az 58-as rendszámú elem, a cérium izotópjai, míg a nehezebb izotópok elsődleges bomlástermékei a 60-as rendszámú neodímium izotópok.

## Története
A prazeodímium név a görög prasios (πράσιος), zöld, és didymos (δίδυμος), ikrek szóból ered.
1841-ben Mosander a lantán(IIII)-oxidból kivonta a didimium ritkaföldfémet. 1874-ben Per Teodor Cleve megállapította, hogy a didimium valójában két elem, és 1879-ben Lecoq de Boisbaudran elkülönítette az új földet – a szamáriumot – a szamarszkit ásványból nyert didimiumból. 1885-ben az osztrák kémiukus báró Carl Auer von Welsbach a didimiumot szétválasztotta két elemmé: prazeodímiummá és neodímiummá, melyek különböző színű sókat képeztek.
Leo Moser (Ludwig Moser, a mostani Karlovy Vary-ban, Csehország Bohemia tartományában található Moser üvegművek alapítójának fia, nem keverendő össze Leo Moser matematikussal) az 1920-as években vizsgálta meg a prazeodímium felhasználását az üvegek színezésében. Az eredmény egy sárgászöld üveg volt, mely a „Prasemit” nevet kapta. Hasonló színt azonban a prazeodímium 1920-as évek végi árának töredékéért is elő lehetett állítani, így ez az árnyalat nem vált kedveltté, kevés darabot készítettek belőle, ezekből ma már alig található egy-egy példány. Moser a prazeodímiumot neodímiummal is keverte, így készült a „Heliolite” (németül „Heliolit”) üveg, amely már szélesebb körben terjedt el. A tisztított prazedímium első tartós kereskedelmi felhasználása – mely még ma is tart – egy sárga-narancssárga kerámiafesték, a „prazeodímium sárga”. Ez egy szilárd oldat, melyben a cirkónium-szilikát (cirkon) kristályrácsába prazeodímium van beépítve. Ennek a festéknek nincs zöldes árnyalata. Ezzel szemben a prazeodímium üveg – ha elég nagy mértékben adalékolt – nem tisztán sárga, hanem határozottan zöld színű.
A prazeodímiumot mindig is nehéz volt klasszikus elválasztási módszerekkel tisztítani. Mivel jóval ritkább a lantánnál és a neodímiumnál, melyektől el kell választani (a cériumot régóta redoxireakcióval távolítják el), ezért a prazeodímium sok frakcióban oszlott el, és a tisztított anyag kitermelése csekély volt. A prazeodímium történelmileg olyan ritkaföldfém volt, melynek a kínálata meghaladta a keresletet, így olykor olcsóbban hozzá lehetett jutni, mint a jóval gyakoribb neodímiumhoz. Mint felesleges anyagot gyakran lantánnal és cériummal alkotott keverékét árulták (az alkotók kezdőbetűje után ezt „LCP”-nek is rövidítették) a hagyományos monacitból és basztnezitből olcsón előállított lantanoida keverék helyett. Az LCP ezen keverék maradéka, miután a kívánt neodímiumot és a többi nehezebb, ritkább és értékesebb lantanoidát oldószeres extrakcióval eltávolították. A technika fejlődésével azonban lehetségessé vált a prazeodímiumnak a neodímium-vas-bór mágnesekben történő felhasználása, így az LC kezdi átvenni az LCP helyét.

## Előfordulása

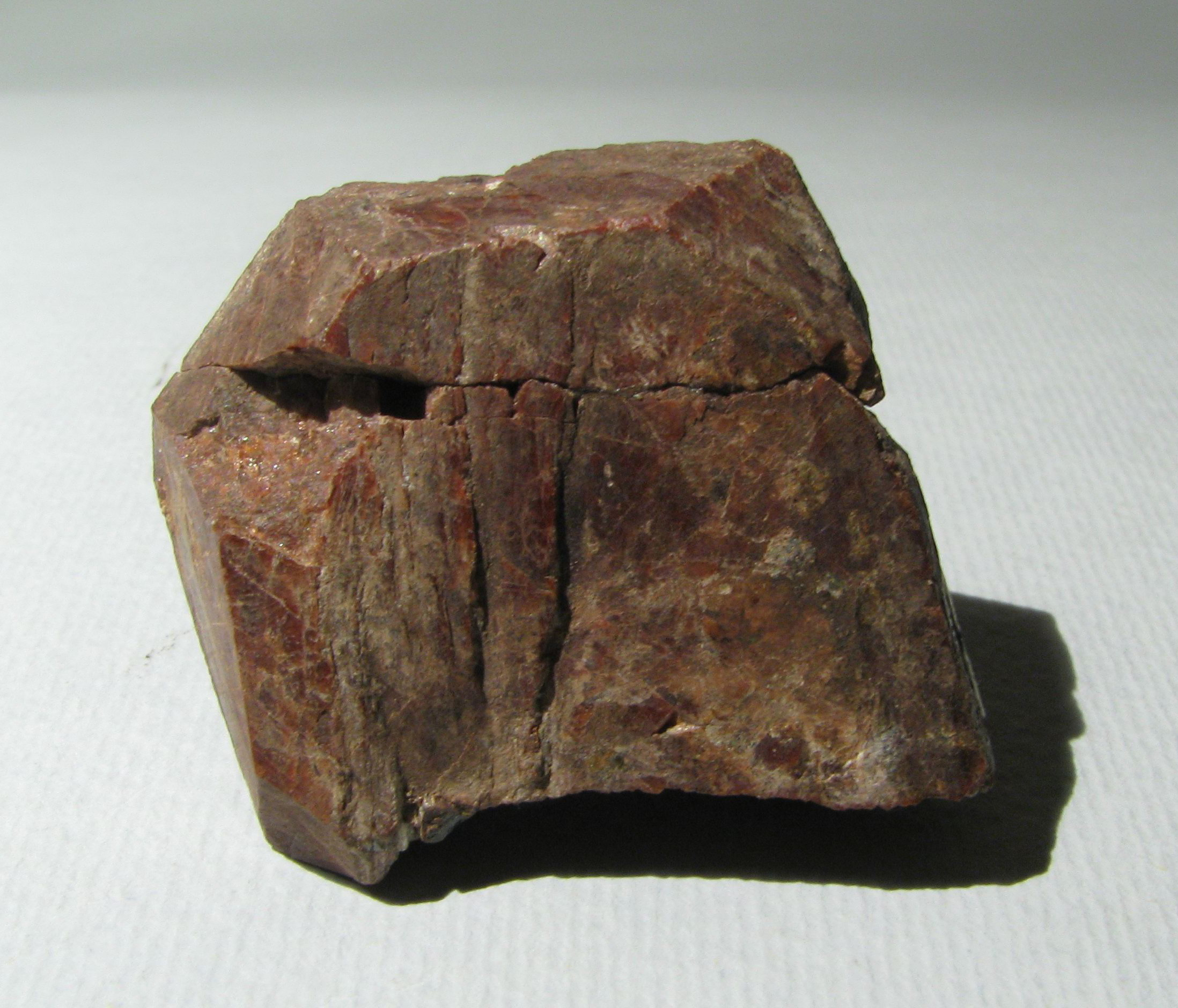
Monacit

A prazeodímium kis mennyiségben található meg a földkéregben (9,5 ppm). A monacit és basztnezit ritkaföldfém ásványokban fordul elő, jellemzően azok lantanoida-tartalmának 5%-a. Ioncserés eljárásokkal vagy ellenáramú oldószeres extrakcióval nyerhető ki. Az öngyújtók készítéséhez használt elegyfém mintegy 5% fémprazeodímiumot tartalmaz.

## Felhasználása
A prazeodímiumot az alábbi területeken alkalmazzák:
- a magnézium ötvözőjeként nagy szilárdságú fémek előállítására, melyeket a repülőgépmotorok készítéséhez használnak.[6]
- A filmiparban stúdióvilágításra és a vetítőlámpákban használt szénív világítás alapja a prazeodímium.
- A prazeodímium vegyületei az üveget és a zománcot sárgára színezik.[7]
- A peridot utánzásához a cirkóniát prazeodímiummal színezik sárgászöldre.
- Az egyes hegesztőszemüvegek és üvegfújók védőszemüvegének anyagaként használt didimiumüveg egyik összetevője.[7]
- Prazeodímiumionokkal adagolt szilikátüveg felhasználásával egészen néhány száz méter per másodperc sebességig lassítottak le egy fényimpulzust.[8]
- A nikkellel ötvözött prazeodímium (PrNi5) magnetokalorikus hatása olyan nagy, hogy ennek segítségével egy század fokra meg tudták közelíteni az abszolút nulla fokot.[9]
- Prazeodímium fluorid üvegbe való adagolásával lehetővé válik azt egymódusú száloptikai erősítőként használni.[10]
- Prazeodímium-oxid cérium(IV)-oxiddal vagy cérium(IV)- és cirkónium(IV)-oxiddal alkotott szilárd oldatát oxidációs katalizátorként használják.[11]
- A modern ferrocérium tűzacél termékek, melyeket öngyújtóban, szikravetőkben stb. használnak, mintegy 4% prazeodímiumot tartalmaznak.[7]

## Óvintézkedések
Mint minden ritkaföldfém, a prazeodímium is csak kis vagy közepes mértékben mérgező.
Biológiai szerep: Ritkaföldfémeket használnak egyes baktériumok. Egy olaszországi vulkanikus iszaptócsában fellelhető metanotróf baktérium (a Methylacidophilum fumariolicum) vizsgálata során megállapították, hogy ennek az extrém életmódú mikrobának lantanoidákra van szüksége anyagcseréje működéséhez. Ez a legelső adat arról, hogy egy élőlény ezeket az elemeket felhasználja. A kutatók bizonyították, hogy a M. fumariolicum lantánt, cériumot, prazeódiumot vagy neodímiumot igényel ahhoz, hogy metanol-dehidrogenáz (MDH) nevű enzimje működőképes legyen - ezek a ritkaföldfémek tehát az élőlény anyagcseréjében nagyon fontos enzim kofaktorai. Más baktériumokban eddig csak kalcium-kofaktorral működő metanol-dehidrogenáz enzimeket ismert a tudomány. Egyes metanotróf és metiltróf baktériumok genomjaiban viszont a M. fumariolicum-éhoz hasonló MDH-géneket sikerült azonosítani, így a kutatók szerint valószínű, hogy a lantanoidáknak nagyobb szerepük van a bioszférában, mint azt korábban bárki gondolta volna.

## Fordítás
Ez a szócikk részben vagy egészben a Praseodymium című angol Wikipédia-szócikk ezen változatának fordításán alapul.  Az eredeti cikk szerkesztőit annak laptörténete sorolja fel. Ez a jelzés csupán a megfogalmazás eredetét és a szerzői jogokat jelzi, nem szolgál a cikkben szereplő információk forrásmegjelöléseként.